# Campeonato Mundial de Atletismo Sub-20 de 2021 - Lançamento de disco masculino
A prova do lançamento de disco masculino do Campeonato Mundial de Atletismo Sub-20 de 2021 ocorreu entre os dias 21 e 22 de agosto de 2021 no Centro Esportivo Internacional Moi, em Nairóbi, no Quênia. 

## Recordes
Antes desta competição, os recordes mundiais e do campeonato nesta prova eram os seguintes:
|       | Nome              | Nacionalidade | Distância | Local   | Data                 |
| ----- | ----------------- | ------------- | --------- | ------- | -------------------- |
| WU20R | Mykyta Nesterenko | Ucrânia       | 70.13 m   | Halle   | 24 de maio de 2008   |
| CR    | Margus Hunt       | Estónia       | 67.32 m   | Pequim  | 16 de agosto de 2006 |
| WU20L | Mykolas Alekna    | Lituânia      | 69.77 m   | Vilnius | 29 de junho de 2021  |

Os seguintes recordes mundiais ou do campeonato foram estabelecidos durante esta competição: 
| Data         | Evento | Nome           | Nacionalidade | Distância | Notas                 |
| ------------ | ------ | -------------- | ------------- | --------- | --------------------- |
| 22 de agosto | Final  | Mykolas Alekna | Lituânia      | 69.81 m   | Recorde do campeonato |

## Medalhistas
| Ouro                 | Prata                  | Bronze                   |
| Mykolas Alekna (LTU) | Ralford Mullings (JAM) | Raman Khartanovich (BLR) |

## Cronograma
Todos os horários são locais (UTC+3). 
| Data         | Hora  | Evento         |
| ------------ | ----- | -------------- |
| 21 de agosto | 10:45 | Qualificação A |
| 21 de agosto | 11:36 | Qualificação B |
| 22 de agosto | 18:00 | Final          |

## Resultados

### Qualificação
Qualificação: 58,00 m (Q) ou pelo menos melhor 12 qualificado (q) 
| Posição | Grupo | Atleta                  | Nacionalidade               | Tentativas | Tentativas | Tentativas | Marca | Notas |
| Posição | Grupo | Atleta                  | Nacionalidade               | 1          | 2          | 3          | Marca | Notas |
| ------- | ----- | ----------------------- | --------------------------- | ---------- | ---------- | ---------- | ----- | ----- |
| 1       | A     | Mykolas Alekna          | Lituânia                    | 64.04      |            |            | 64.04 | Q     |
| 2       | B     | Ralford Mullings        | Jamaica                     | 55.01      | 62.49      |            | 62.49 | Q     |
| 3       | A     | Uladzislau Puchko       | Bielorrússia                | 61.08      |            |            | 61.08 | Q     |
| 4       | B     | Sadegh Samimishalamzari | Irão                        | 61.01      |            |            | 61.01 | Q     |
| 5       | B     | Raman Khartanovich      | Bielorrússia                | 57.21      | 58.37      |            | 58.37 | Q     |
| 6       | A     | Semen Borodayev         | Atletas Neutros Autorizados | 58.18      |            |            | 58.18 | Q,    |
| 7       | B     | Marcos Moreno           | Espanha                     | 58.04      |            |            | 58.04 | Q     |
| 8       | A     | Mohammadreza Rahmanifar | Irão                        | 53.35      | x          | 57.93      | 57.93 | q     |
| 9       | A     | Enes Çankaya            | Turquia                     | 47.04      | 55.49      | 57.28      | 57.28 | q     |
| 10      | B     | Dimitrios Pavlidis      | Grécia                      | x          | 52.64      | x          | 52.64 | q     |
| 11      | A     | Trevor Gunzell          | Jamaica                     | 51.37      | x          | x          | 51.37 | q     |
| 12      | B     | Juan Oosthuizen         | África do Sul               | x          | x          | 50.19      | 50.19 | q     |
| 13      | B     | Titus Kiptoo Limo       | Quênia                      | 43.83      | 45.05      | 41.01      | 45.05 |       |
| 14      | A     | Konstantinos Bouzakis   | Grécia                      | x          | x          | x          | NM    |       |
| 14      | B     | Zalán Strigencz         | Hungria                     | x          | x          | x          | NM    |       |

### Final
A prova final foi realizada no dia 22 de agosto às 16:00. 
| Posição           | Atleta                  | Nacionalidade               | Tentativas | Tentativas | Tentativas | Tentativas | Tentativas | Tentativas | Marca | Notas                 |
| Posição           | Atleta                  | Nacionalidade               | 1          | 2          | 3          | 4          | 5          | 6          | Marca | Notas                 |
| ----------------- | ----------------------- | --------------------------- | ---------- | ---------- | ---------- | ---------- | ---------- | ---------- | ----- | --------------------- |
| Medalha de ouro   | Mykolas Alekna          | Lituânia                    | 69.81      | x          | 68.52      | 67.67      | 67.10      | 66.46      | 69.81 | Recorde do campeonato |
| Medalha de prata  | Ralford Mullings        | Jamaica                     | 64.74      | 66.68      | 63.75      | 60.90      | x          | 64.90      | 66.68 | Recorde pessoal       |
| Medalha de bronze | Raman Khartanovich      | Bielorrússia                | 54.61      | 58.08      | 62.19      | 59.25      | x          | 58.41      | 62.19 | Recorde pessoal       |
| 4                 | Sadegh Samimishalamzari | Irão                        | 59.65      | 59.91      | 58.09      | x          | 58.06      | 61.07      | 61.07 |                       |
| 5                 | Mohammadreza Rahmanifar | Irão                        | 49.65      | 51.32      | 59.13      | 56.81      | 58.84      | 58.80      | 59.13 | Recorde pessoal       |
| 6                 | Trevor Gunzell          | Jamaica                     | 56.30      | X          | 57.76      | 58.32      | 57.83      | 57.12      | 58.32 |                       |
| 7                 | Enes Çankaya            | Turquia                     | 56.14      | 56.62      | x          | x          | 58.10      | 57.80      | 58.10 |                       |
| 8                 | Semen Borodayev         | Atletas Neutros Autorizados | 56.42      | 55.05      | x          | 58.03      | 57.51      | 56.97      | 58.03 |                       |
| 9                 | Marcos Moreno           | Espanha                     | x          | 54.49      | x          |            |            |            | 54.49 |                       |
| 10                | Dimitrios Pavlidis      | Grécia                      | x          | 52.83      | x          |            |            |            | 52.83 |                       |
| 11                | Juan Oosthuizen         | África do Sul               | x          | 50.45      | 51.01      |            |            |            | 51.01 |                       |
| 12                | Uladzislau Puchko       | Bielorrússia                | x          | x          | x          |            |            |            | NM    |                       |

Legenda
| Recorde mundial       | Recorde mundial (World record)               |                       | Recorde africano                      | Recorde africano (African) |                                           | Q | Classificado por posição (Qualified) |
| Recorde do campeonato | Recorde do campeonato (Championship record)  | Recorde da América    | Recorde da América (Americas)         | q                          | Classificado por melhor tempo (Qualified) |   |                                      |
| Melhor marca do ano   | Melhor marca do ano (World leading)          | Recorde asiático      | Recorde asiático (Asian)              | DNS                        | Não largou (Did not start)                |   |                                      |
| Recorde nacional      | Recorde nacional (National record)           | Recorde europeu       | Recorde europeu (European)            | DNF                        | Não terminou (Did not finish)             |   |                                      |
| Recorde pessoal       | Recorde pessoal do atleta (Personal best)    | Recorde da Oceania    | Recorde da Oceania (Oceania)          | DSQ / DQ                   | Desclassificado (Disqualified)            |   |                                      |
| Recorde da temporada  | Recorde da temporada do atleta (Season best) | Recorde sul-americano | Recorde sul-americano (South America) | NM                         | Sem marca (No mark)                       |   |                                      |